# Olga württembergi királyné
Olga württembergi királyné, született Olga Nyikolajevna orosz nagyhercegnő (oroszul: Великая княжна Ольга Николаевна Романова, németül: Königin Olga von Württemberg; Szentpétervár, 1822. augusztus 30./szeptember 11. – Friedrichshafen, 1892. október 30.) házassága révén Württemberg királynéja.

## Élete

### Származása és gyermekkora
Olga Nyikolajevna nagyhercegnő I. Miklós cár és Sarolta porosz királyi hercegnő harmadik gyermekeként látta meg a napvilágot 1822-ben. Édesanyja, aki Oroszországban az „Alekszandra Fjodorovna” nevet viselte, porosz hercegnőként született, ilyenformán Olga nagyhercegnő rokonságban állt a Hohenzollern-házzal. Édesapja, aki Pál cár harmadik fia volt, Olga Nyikolajevna születésekor még nem emelkedett a cári méltóságra.
Olga nagyhercegnőnek összesen kilenc testvére volt, azonban ebből két leánygyermek koraszülöttségük miatt mindössze egy napig élt. A nagyhercegnőt és testvéreit szüleik kiváló oktatásban részesítették; Olga Nyikolajevna testvéreihez hasonlóan hétéves koráig a kor divatja szerint angol nevelőnők felügyelete alatt állt. Később több oktatót is felfogadtak mellé, akik elsősorban a zene, az irodalom és az etikett világába vezették be a nagyhercegnőt. Egyik mentora Vaszilij Andrejevics Zsukovszkij, a költő volt, akivel a nagyhercegnő még külföldre kerülése után is rendszeres levelezést tartott fenn.
A nagyhercegnőnek gondtalan gyermekkor jutott osztályrészül; a cári gyermekek boldog családi körben nőttek fel. Szüleik kapcsolata kiegyensúlyozott volta kölcsönös vonzódáson alapult, és meghatározta a cári család egészének életét. I. Miklós cár poroszos szigora és a legapróbb részletekre is kiterjedő rendszeretete katonás légkört teremtett a cári udvarban; ugyanakkor nem gátolta gyermekei boldog felcseperedését.

### Házassága és gyermeke
| „                                         | Gyönyörű, nemes lelkű lány volt, akiben nem volt meg a nővérére jellemző hajtóerő… | ” |
| – Olga Nyikolajevna orosz nagyhercegnőről |                                                                                    |   |

A művelt, több nyelven beszélő Olga Nyikolajevna nagyhercegnő az európai uralkodócsaládok között is az egyik legjobb partinak számított. I. Miklós cár – aki nem elégedett meg idősebbik leánya, Marija Nyikolajevna nem éppen előnyös férjválasztásával – mindenféleképpen kellően előkelő és befolyásos házastársat szeretett volna Olga leánya számára találni. A nagyhercegnő nővérével ellentétben teljes mértékben édesapjára bízta tulajdon házasságának kérdését, ami „azt eredményezte, hogy [I. Miklós] lánya majdnem férj nélkül maradt, bár nem volt híján kérőknek”. 1838-ban, mialatt szüleivel Berlinben tartózkodott, a nagyhercegnő nevét Miksa bajor trónörökössel hozták kapcsolatba. Később Olga Nyikolajevna komolyabban vonzódni kezdett József nádor fiához, Habsburg–Toscanai István osztrák főherceghez, magyar és cseh királyi herceghez. István főherceg a nádor második házasságából származott; édesapja első felesége Olga Nyikolajevna egyik nagynénje, Alekszandra Pavlovna nagyhercegnő volt. A főherceg maga is érdeklődött a nagyhercegnő iránt; azonban házasságukat lehetetlenné tette a főherceg mostohaanyjának tiltakozása és Klemens Wenzel Lothar von Metternich herceg politikai tervei, melyekben nem szerepelt egy Romanov–Habsburg házasság. A házassági tervet hivatalosan a nagyhercegnő nem katolikus vallása miatt utasította el a bécsi udvar.

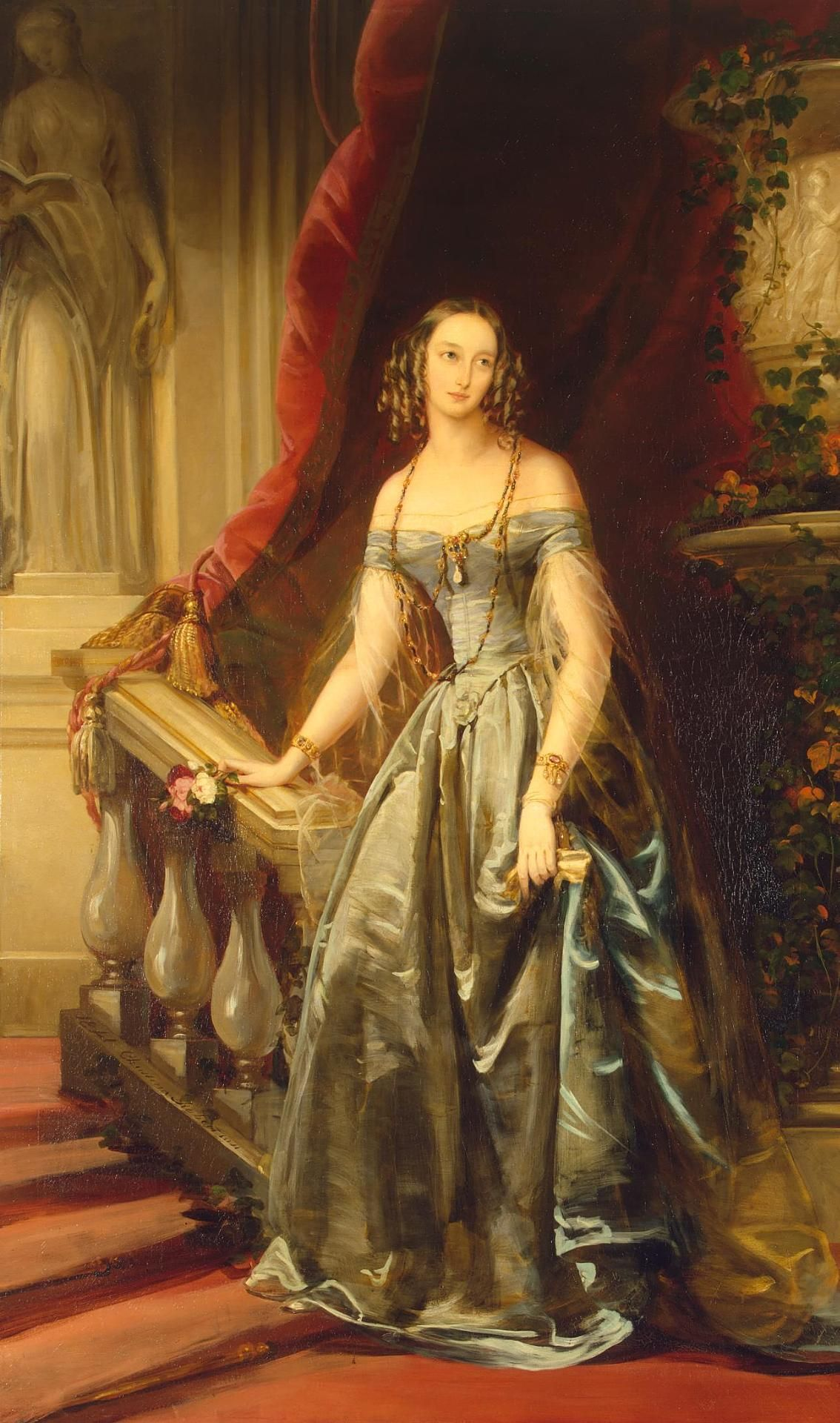
Olga Nyikolajevna (1841; Christina Robertson)

Az 1840-es évek legelején Jelena Pavlovna nagyhercegné, Olga Nyikolajevna nagynénje azzal próbálkozott, hogy unokahúgát feleségül adja saját fivéréhez, Frigyes Károly württembergi herceghez (1808–1870). A tervvel sem a nagyhercegnő, sem szülei nem értettek egyet a két fél között fennálló nagy korkülönbség okán. A szülők következő jelöltje Frigyes Vilmos hessen–kassel–rumpenheimi trónörökös herceg volt. 1843-ban a herceg ellátogatott Oroszországba. A trónörökös elnyerte Olga nagyhercegnő tetszését;csakhogy Frigyes Vilmos nem őt választotta, hanem Olga Nyikolajevna húgát, Alekszandra Nyikolajevnát. Olga Nyikolajevna húga boldogságát szem előtt tartva lemondott Frigyes Vilmos hercegről, aki I. Miklós cár nehezen megszerzett engedélyével végül nőül vette Alekszandra nagyhercegnőt.
Olga Nyikolajevna és későbbi férje, Károly württembergi trónörökös herceg először 1846-ban találkoztak Palermóban, a Két Szicília Királyságának területén, mialatt a nagyhercegnő elkísérte édesanyját egy gyógykezelésre. Károly herceg január 16-án, nem sokkal palermói megismerkedésük után szülei nyomásának engedve megkérte Olga Nyikolajevna kezét, aki szülei támogatását maga mögött tudva elfogadta az ajánlatot. Az esküvőt 1846. július 13-án, I. Miklós cár és felesége házasságkötésének évfordulója és egyben a cárné születése napján tartották Peterhofban. Szeptember 23-án a pár hazatért Württembergbe, ettől fogva többnyire a stuttgarti Villa Bergben, vagy a friedrichshafeni Kloster Hofenben éltek. A házasság boldogtalan volt, noha Olga nagyhercegnő emlékirataiban eleinte lelkesen írt az eljegyzésről és a frigyről. A Károly herceg homoszexualitásából adódó gyermektelenség nagyban közrejátszott abban, hogy a házaspár kapcsolata tönkrement, a felek elidegenedtek egymástól. A herceg rendszeresen botrányokba keveredett szeretői miatt, közülük a leghíresebb talán Charles Woodcock volt, akit Károly később bárói rangra emelt.
Olga Nyikolajevna nagyon szeretett volna egy gyermeket, amit később meg is kapott: 1863-ban a gondjaira bízták unokahúgát, Vera Konsztantyinovna orosz nagyhercegnőt, öccsének leányát. Vera Konsztantyinovna ideggyengeségben szenvedett, emiatt kezelhetetlen volt. Olga és Károly hamar megszerették unokahúgukat, akire saját leányukként gondoltak: „[Vera Konsztantyinovnát] anyja … elküldte sógornőjéhez, Olgához, Württemberg királynéjához, aki magánál tartotta, felvállalta a taníttatását és saját gyermek híján annyira szerette, mintha édes lánya lett volna”. 1866-ra a kislányt sikeresen meggyógyították, de ő nagynénjével maradt, és 1871-ben a királyi pár hivatalosan is örökbe fogadta Vera Konsztantyinovnát.

### Württembergi királynéként
Minthogy apai nagyanyja is a württembergi uralkodóházból származott, emellett családtagjai között is több württembergi rokon akadt; Olga nagyhercegnőt szívélyesen fogadták a német királyságban. Ennek ellenére a nagyhercegnő – bár házassága után élete végéig fogadott otthonában maradt – rendszeresen hazalátogatott orosz földre, és saját családjával is kereste a kapcsolatot. 1864. június 25-én meghalt Olga Nyikolajevna apósa, I. Vilmos király. Örökébe Károly lépett I. Károly néven. Olgát férjével egy napon, 1864. július 12-én koronázták Württemberg királyává és királynéjává.

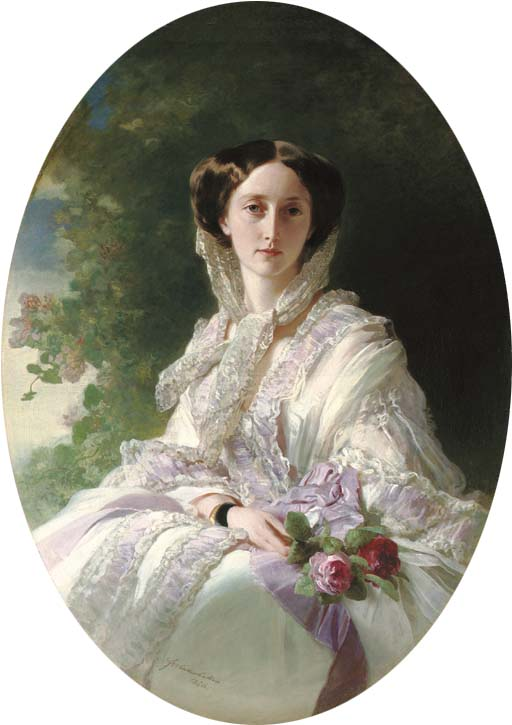
Olga württembergi királyné (Franz Xaver Winterhalter)

Mivel nem volt igazi gyermeke, Olga királyné a jótékonykodásnak szentelte életét. Hathatósan támogatta a nők oktatását, a rokkantakat, szellemi fogyatékosokat, valamint a veterán katonákat. 1849-ben gyermekkórházat alapított Stuttgartban Olgahospital néven; 1872-ben pedig egy gyógyítással foglalkozó protestáns apácarendet kereszteltek el a királyné előtt tisztelegve az Olgaschwesternschaft névre. Ámbár férje politikájába nem szólt bele, az orosz nagyhercegnő megalapozta saját befolyását és hatalmát a királyságban; továbbá jelentős vagyont gyűjtött össze, aminek magját tekintélyes hozománya képezte. Szívügyének tekintette a nők helyzetének javítását, a leányok iskoláztatását; ennek fényében több iskolát is alapított. Férjével együtt igyekezett felpezsdíteni országa fővárosának kulturális életét; a királyi pár többször adományozott nagyobb összegeket múzeumok, galériák és színházak számára. Jószolgálati tevékenységeinek és közvetlenségének köszönhetően Olga királyné nagy népszerűségnek örvendett népe körében, hasznos munkáját a württembergi parlament is többször elismerte és hivatalos köszöntet mondott érte; a közvélemény általában sokkal jobb véleményt táplált róla, mint botrányairól elhíresült férjéről. Élete utolsó éveiben I. Károly király mindjobban visszavonult a közügyektől, egyre nagyobb teret engedve át felesége és megnevezett utódja számára.
Olga királyné igen jártas volt a természettudományokban. Saját kristálygyűjteménnyel rendelkezett, melyet a stuttgarti természettudományi intézetre és múzeumra, a Staatliche Museum für Naturkundéra hagyományozott. 1871-ben, házasságuk 25. évfordulója alkalmából a württembergi királyi pár jelentős támogatást és bárói címet adományozott Ferdinand von Muellernek, egy német származású ausztrál felfedezőnek. Von Mueller később támogatója és jótevője, Olga királyné emlékére nevezett el egy ausztrál hegyet, amelyet segédje és tanítványa fedezett fel. Az „Olga-hegy” (Mt. Olga), avagy „Az Olgák” (The Olgas) csak az 1980-as évekig viselte a württembergi királyné nevét, ekkor ugyanis a „Kata Tjuta” névre kereszteltek át.

### Halála és emlékezete
1881-ben Olga királyné megírta emlékiratait Fiatalságom arany álma (Traum der Jugend goldener Stern) címmel. Ebben mesél az orosz cári udvarban töltött gyermekkoráról, és a fájdalomról, amit húga, Alekszandra Nyikolajevna elvesztésekor érzett. A könyv vége egyben a királyné gyermekkorának a vége: házassága I. Károllyal. A művet fogadott leányának, Vera Konsztantyinovnának, Vera ikerleányainak és unokahúgának, Olga Konsztantyinovnának ajánlotta. Ezekben az években a király és a királyné egyre jobban eltávolodtak egymástól, kapcsolatuk megromlott.
1891. október 6-án Olga Nyikolajevna megözvegyült. Minthogy neki és férjének egyáltalán nem született gyermeke, a trónöröklési sorrend szerint a württembergi korona a királyné unokaöccsére, II. Vilmosra szállt. Férje halálával Olga Nyikolajevna megszűnt württembergi királyné lenni; anyakirálynéi címet kapott. Unokaöccse tiszteletben tartotta az özvegy minden jogát és kívánságát; az anyakirályné a Boden-tó partján álló, családi tulajdonban lévő Friedrichshafen kastélyába vonult vissza. Az orosz nagyhercegnő és egykori württembergi királyné 1892. október 30-án szenderült jobblétre, közel egy évvel férje után. A stuttgarti Öreg Kastélyban temették el házastársa oldalára; temetési szertartásán részt vett a württembergi király is.